# Joona Sotala
Joona "Serral" Sotala (22 de Março de 1998, Pornainen, Finlândia) é um jogador profissional finlandês de Starcraft II. Sua raça principal é Zerg. Serral venceu todos os grandes torneios não-coreanos em 2018, exceto pelos torneios promovidos pela Intel Extreme Masters, e venceu a edição de 2018 da GSL vs The World e, finalmente, da WCS Global Finals. Serral é o primeiro jogador não-coreano a vencer a WCS Global Finals, quebrando o domínio de quase 20 anos dos jogadores coreanos nesse campo. Atualmente é reconhecido como o melhor jogador do mundo na categoria, e é bastante respeitado por narradores e jogadores de Starcraft II, frequentemente recebendo adjetivos superlativos para descrever seu estilo de jogo.

## Vida pessoal
Joona nasceu em Pornainen, na Finlândia, uma pequena cidade de cerca de 5000 habitantes, onde mora até os dias atuais com sua mãe Marja Sotala e seu pai Markku Sotala. Seu irmão mais velho, Joone Sotala, também foi um jogador profissional de StarCraft, mas abandonou a carreira para estudar matemática na Universidade Nacional de Seul na Coreia do Sul.
Joone e Joona começaram a jogar StarCraft bem jovens, e o irmão mais velho sempre vencia nas partidas, o que levava o jovem Serral a se esforçar para conseguir vencê-lo nessa competição pessoal. Por um tempo, ambos atuaram simultaneamente como profissionais, com o irmão adotando o nickname de Protosser, apesar de ser um jogador de Zerg. Apesar de tudo, Protosser nunca conseguiu uma relevância grande no cenário de StarCraft, algo que foi realizado por Serral anos mais tarde.
Serral é conhecido por ser bastante reservado, e mantém uma vida simples em Pornainen mesmo após grande exposição por conta de suas conquistas. Em seu tempo livre, Serral gosta de jogar Golfe.

## Carreira deStarcraft II

### Início de carreira (2012-2016)
Serral começou a competir em Starcraft em 2012, mas inicialmente não causou grande impacto. Participou da Copenhagen Games Spring 2012, em Abril de 2012. Nesse torneio, conseguiu avançar para a próxima fase em segundo lugar no grupo, perdendo apenas dois jogos contra o primeiro colocado do grupo. Mesmo assim, ele acabou perdendo no estágio seguinte por 2-1 para outro jogador.
Também em 2012, participou do torneio nacional finlandês, WCS Finland Nationals, e acabou perdendo diversos jogos nesse torneio.
Em Abril de 2013, juntou-se ao Ence eSports, time finlandês de Esporte eletrônico, tornando-se o segundo jogador de Starcraft II a fazer parte do time, junto com elfi, o qual considera seu maior mentor no jogo. 
Nesse mesmo ano, participou da 2013 DreamHack Open: Bucharest em 14 de Setembro de 2013. Seu desempenho foi surpreendente, classificando em primeiro no estágio de grupos, e no segundo estágio de grupos venceu apenas um jogo entre três, mas já demonstrou uma evolução considerável em seu estilo de jogo. Foi nesse ano que ele venceu três torneios menores pela primeira vez na carreira.
Em Fevereiro de 2014, Serral juntou-se ao time mYinsanity, após o fim da Ence eSports. Venceu apenas um torneio menor, e ficou entre os quatro primeiros em outros diversos torneios. 
Em 2015, Serral venceu o primeiro grande torneio, o FEST Lyon 2015, junto a sua equipe mYinsanity, dividindo o prêmio com outros dois jogadores. 
Em 2016, colecionou algumas vitórias significativas contra outros jogadores relevantes do cenário Europeu, e participou de torneios maiores, frequentemente ficando entre os quatro primeiros. Em 4 de outubro, transferiu-se de volta à Ence eSports, que retomou as atividades na categoria. 
Primeiros grandes resultados (2017)
Já em 2017, Serral já despontava em torneios Online e chamava a atenção por sua colocação no ranking mundial da Ladder de Starcraft, ocupando a primeira posição, com um dos maiores MMR (MatchMaking Rating) já obtidos por um jogador de Starcraft II na história.
Sua primeira grande vitória em torneios veio em 2017 com a vitória das Qualificatórias Europeias para o WCS Jönköping, superando Zanster, Mana, ShowTimE, Namshar e Elazer. No WCS Jönköping, derrotou Scarlett e MaNa na fase de grupos, classificando em primeiro lugar, com um total de 4 vitórias e 1 derrota em mapas. No estágio final, derrotou Stephano, PtitDrogo e Elazer, mas perdeu de 3-4 para Neeb nas finais. Em 2017, ele também venceu as eliminatórias européias para o WCS Valencia, eliminando Stephano, Bly, HeRoMaRinE e Elazer duas vezes. Durante o evento principal, ele foi eliminado nas quartas de final por TRUE. 
Foi nesse ano que participou pela primeira vez do maior evento do ano, a WCS Global Finals. Foi colocado no Grupo D, com INnoVation, GuMiho e TRUE. Ele começou perdendo contra GuMiho, de 0-2 mas ganhou de 2-0 contra TRUE. Na partida decisiva, contra GuMiho, perdeu de 1-2 e não se qualificou para a próxima etapa do torneio.
Serral venceu a eliminatória europeia do WESG ao bater Clem, NightEnD, Starbuck, Majestic, uThermal, Elazer e Nerchio.  No evento principal, ele não perdeu um único mapa durante a fase de grupos, superando ShoWTimE, Minato, Has, Elazer, Bly e Lambo. Durante os playoffs ele venceu Neeb nas quartas de final, mas perdeu de 0 a 3 para o eventual campeão Maru.

### Ascensão ao topo (2018)
2018 foi o ano de domínio do finlandês. Apesar de perder ambos os torneios da IEM no início do ano, o Intel Extreme Masters Katowice e Pyeongchang, Serral venceu o primeiro WCS do ano, o WCS Leipzig, derrotando MaSa, Nerchio, SpeCial e ShoWTimE. Além disso, ele venceu todos os outros 3 torneios do WCS em 2018, sendo o primeiro da história dos torneios WCS a vencer todos de forma consecutiva, e também levou o torneio mais importante de todos, o WCS Global Finals, em novembro, durante a BlizzCon.
Em Austin, venceu Kelazhur, HeRoMaRinE, Lambo e MaNa.
Em Valência, ele venceu Scarlett, Reynor, HeRoMaRinE e Has.
Em Montreal, sua dominação do WCS de 2018 foi ressaltada ao derrotar JonSnow, Scarlett, Lambo e Reynor. Sua partida final contra Reynor foi bastante acirrada, e seu título ficou em risco, mas ele acabou vencendo a série por 4-3, vencendo os últimos dois mapas seguidos. 
Serral também venceu o torneio GSL vs The World de 2018, onde levou para casa um prêmio de $26.901, onde venceria Kelazhur, INnoVation, Dark e Stats.
Classificado para o WCS Global Finals de 2018, Serral era visto como um dos maiores favoritos, pois já havia demonstrado grande habilidade contra grandes nomes do cenário, e já havia deixado para trás diversos coreanos. Respeitado por muitos de seus colegas, era visto como a esperança estrangeira no cenário de Starcraft II, uma vez que nenhum não-coreano havia conseguido levar um título mundial na categoria. Com a vitória nesse evento, Serral se tornou o primeiro não-coreano a levar o título, derrotando diversos coreanos que passaram por seu caminho: sOs, Zest, Dark, Rogue e Stats. Sua vitória por 4-2 na final contra Stats explicitou sua dominância no cenário, e decretou o fim de uma jornada incrível no maior ano de sua carreira.
Após sua vitória na Blizzcon, diversos narradores e jogadores do mundo inteiro reconheciam Serral como o melhor jogador de Starcraft II já visto, e seu estilo de jogo foi bastante estudado e reproduzido. Os narradores e fãs do finlandês frequentemente o descreviam como um "deus" do jogo, elogiavam sua consistência implacável durante todo o ano de 2018 e esperavam que, no ano seguinte, Serral continuasse sua dominância no cenário profissional.
No fim do ano, ele ainda levou mais um troféu para a casa: o do HomeStory Cup XVIII, com uma performance bastante convincente. Classificou em primeiro do grupo, com a impressionante marca de 14 vitórias e apenas 3 derrotas em mapas (7 vitórias e 0 derrotas em partidas melhor de 3), vencendo Bly, soO, Trap, Bunny, Hellraiser, souL e levando uma vitória por WO de Stephano. Na fase seguinte, venceu Taeja por 3-2, uThermal por 3-1, Bunny por 3-0, e, nas finais, venceu INnoVation por 4-3. 
Atualmente (2019-2024)
Em 2019, Serral começou o ano competindo na IEM Season XIII Katowice, um dos únicos torneios que ainda não havia levado um troféu. Classificou-se em primeiro no grupo, mesmo perdendo uma partida para o terrano INnoVation. Nas quartas de final, perdeu de 2-3 para soO, que se sagraria campeão do torneio.
Serral disputou o torneio World Electronic Sports Games 2018 e foi derrotado na final pelo terrano INnoVation por 3-4, mesmo depois de uma sólida campanha na fase de grupos e na fase eliminatória. 
No resto do ano de 2019, Serral venceu os torneios WCS Spring, WCS Fall, HomeStory Cup XIX, HomeStory Cup XX, e GSL vs the World 2019, e também venceu a fase qualificatória para os torneios WCS Spring, WCS Summer 2019, e WCS Fall 2019. No entanto, foi vice-campeão do torneio WCS Summer e foi eliminado nas semifinais no torneio Assembly Summer 2019.  
Serral também participou do torneio entre nações Starcraft II: NationWars 2019, no qual liderou seu time a uma vitória surpreendente contra a equipe sul-coreana.  
Em 2020, Serral era o grande favorito para vencer o torneio Intel Extreme Masters Katowice 2020, depois de uma campanha convincente na fase de grupos. No entanto, mais uma vez, Serral foi eliminado nas semifinais do torneio que se tornaria o mundial da modalidade.  
Com a pandemia de coronavírus, os organizadores de eventos priorizaram pela realização de eventos on-line. Os organizadores do evento HomeStory Cup resolveram criar uma versão alternativa do torneio chamada StayAtHome Story Cup, incentivando as pessoas a ficarem em casa devido à pandemia. Serral sagrou-se campeão das duas primeiras edições do evento, realizadas em abril e junho de 2020.  
Com a extinção dos torneios WCS em 2020, a ESL Gaming passou a organizar os torneios durante os eventos DreamHack Masters, dividindo os principais torneios entre as estações do ano Summer, Winter, Fall e um torneio adicional para classificação para o IEM Katowice 2021 chamado de DreamHack Masters Last Chance. Os torneios principais, Summer, Winter e Fall, contavam com torneios classificatórios regionais, que davam acesso aos eventos principais. Nesse ano, a maior parte desses eventos foram realizados on-line.  
O finlandês foi vice-campeão da etapa qualificatória europeia do torneio DreamHack Masters Summer, e obteve uma terceira colocação nas etapas qualificatórias europeias dos torneios DreamHack Masters Winter e DreamHack Masters Fall. Nas Season Finals dos torneios DreamHack, Serral venceu o DreamHack Masters Summer e DreamHack Masters Winter, caindo nas quartas de final no DreamHack Masters Fall, e também foi vice-campeão dos torneios DreamHack Masters Last Chance e TeamLiquid StarLeague 6.  
Em 2021, foi vice-campeão da terceira e quarta edições do StayAtHome Story Cup e da etapa qualificatória europeia do DreamHack Masters Winter e DreamHack Masters Fall. Surpreendentemente, não conseguiu uma classificação para o torneio DreamHack Masters Summer, mesmo após uma sólida fase de grupos do torneio classificatório. Mesmo assim, Serral sagrou-se campeão apenas do DreamHack Masters Fall, e conseguiu uma classificação para o torneio IEM Katowice 2022.  
Em 2022, Serral estava determinado a vencer o único troféu que ainda não havia conquistado, o do IEM Katowice, que havia se tornado o símbolo do campeão mundial de StarCraft II. Na fase de grupos, venceu todas as partidas sem perder um único mapa. Nas quartas de final, venceu por 3-1 o terrano Maru, um dos grandes favoritos ao título. Essa também havia sido a única série que ele havia perdido um mapa. Nas semifinais, venceu o zerg Rogue por 3-0, e chegou à final do torneio com um recorde de 16-1. Na final contra seu maior rival, Reynor, venceu por 4-3, sagrando-se novamente campeão mundial após várias tentativas frustradas, e finalmente conquistando o único troféu que faltava em sua prateleira.  
Nesse ano, no entanto, a ESL mudou o formato dos torneios, e estabeleceu o DreamHack Masters Atlanta e DreamHack Masters Valencia como substitutos para os torneios no antigo formato. Os torneios ainda contavam com etapas qualificatórias regionais, com a diferença que agora os eventos principais seriam presenciais nas cidades de Atlanta e Valência.  
Ele venceu não venceu nenhum torneio DreamHack no ano de 2022, chegando em terceiro lugar na etapa qualificatória para o DreamHack Masters Atlanta, e caindo nas semifinais durante o evento principal. Ele não conseguiu uma classificação para o DreamHack Masters Valencia, caindo nas quartas de finais do bloco inferior da etapa classificatória. 
Entretanto, venceu os torneios TeamLiquid StarLeague 9 e HomeStory Cup XXI, mantendo boas exibições, e conseguindo uma classificação para o IEM Katowice 2023. 
Em 2023, Serral deixou a sua antiga equipe ENCE eSports e juntou-se à BASILISK, formando uma equipe com Reynor e trigger. 
Disputou o torneio IEM Katowice 2023, buscando o bicampeonato. Depois de uma fase de grupos atribulada, Serral conseguiu chegar às quartas de final contra RagnaroK, mas acabou perdendo de forma surpreendente por 2-3. Após o torneio, Serral confessou que talvez pudesse ter vencido a última partida se não tivesse se precipitado e deixado a partida de forma prematura. O torneio seguiu com a vitória surpreendente do terrano Oliveira, que derrotou o favorito Maru por 4-1, já que Oliveira não tinha tanta expressão no cenário internacional de StarCraft II. 
Nesse ano, os torneios da ESL voltaram a se chamar Summer e Winter, realizados em Atlanta e Jönköping, respectivamente. Serral venceu ambas as etapas qualificatórias, e venceu a AfreecaTV Champions Cup 2, e DreamHack Masters Summer. Venceu mais uma edição do HomeStory Cup XXIV, e do Master's Coliseum 6, e carimbou sua vaga para o IEM Katowice 2024. 
Em 2024, Serral iniciou o ano conquistando o torneio Master's Coliseum 7, no qual ficou com uma impressionante marca de 18-4 em mapas, perdendo apenas uma série por 0-2 e um mapa por 2-1 na etapa suíça, e perdendo apenas um mapa na final contra o protoss herO, no qual conseguiu vencer com um convincente 5-1. 
Na semana seguinte, disputou o IEM Katowice 2024, sendo esta uma das suas maiores exibições até o momento. Serral venceu a fase de grupos invicto, sem perder um único mapa, com um recorde de 10-0. Foi o único do torneio a conseguir tal marca. Na etapa final do torneio, praticamente não tomou conhecimento dos seus adversários, perdendo apenas um único mapa nas semifinais contra o zerg Dark, o qual venceu por 3-1. Na final, enfrentou o terrano Maru, que tinha sido vice-campeão do torneio em 2023. Serral venceu com um convincente 4-0, sagrando-se campeão do torneio com um recorde de 20-1 em mapas, um feito até então inédito na história do torneio. 